# Pownal (Maine)
Pownal és una població dels Estats Units a l'estat de Maine (EUA). Segons el cens del 2000 tenia 1.491 habitants.

## Demografia
Segons el cens del 2000, Pownal tenia 1.491 habitants, 560 habitatges, i 437 famílies. La densitat de població era de 25,1 habitants/km².
Dels 560 habitatges en un 34,1% hi vivien nens de menys de 18 anys, en un 68,4% hi vivien parelles casades, en un 8% dones solteres, i en un 21,8% no eren unitats familiars. En el 15,4% dels habitatges hi vivien persones soles el 4,5% de les quals corresponia a persones de 65 anys o més que vivien soles. El nombre mitjà de persones vivint en cada habitatge era de 2,66 i el nombre mitjà de persones que vivien en cada família era de 2,98.
Per edats la població es repartia de la següent manera: un 24,3% tenia menys de 18 anys, un 5,3% entre 18 i 24, un 28,4% entre 25 i 44, un 31,9% de 45 a 60 i un 10,1% 65 anys o més.
L'edat mediana era de 41 anys. Per cada 100 dones de 18 o més anys hi havia 96,9 homes.
La renda mediana per habitatge era de 54.219 $ i la renda mediana per família de 60.000 $. Els homes tenien una renda mediana de 38.000 $ mentre que les dones 26.188 $. La renda per capita de la població era de 26.691 $. Entorn del 2,6% de les famílies i el 4,3% de la població estaven per davall del llindar de pobresa.